# Yekîneyên Berxwedana Şingal
Yekîneyên Berxwedana Şingal (YBŞ, deutsch Widerstandseinheiten Schingal) ist eine jesidische Bürgerwehr, die unter dem Eindruck der Sommeroffensive 2014 der Terrororganisation Islamischer Staat (IS) und des von ihr verübten Völkermords an den Jesiden von der YPG initiiert wurde. Im gleichen Zeitraum gründete Qasim Şeşo eine zweite Bürgerwehr die Hêza Parastina Şingal (HPŞ).

## Entstehung
Für den Kampf gegen die hochgerüsteten IS-Terroristen wurden die freiwilligen Jesiden von erfahrenen Kommandeuren der YPG ausgebildet; zu dieser Zeit war sie unter der Bezeichnung Tawisî Melek Brigade (TMB) bekannt.

## Flagge
Die Flagge der Yekîneyên Berxwedana Şingal ist vertikal zweigeteilt in den Farben Rot und grün, im Zentrum befindet sich ein Abbild des Tempels in Lalisch.